# Martin Dlouhý
Martin Dlouhý (3 marzo 1975) è un allenatore di calcio a 5 ed ex giocatore di calcio a 5 ceco.

## Carriera

### Giocatore
Universale dalla spiccata propensione offensiva, Dlouhý ha legato quasi per intero la sua carriera all'Eco Investment, giocandovi ininterrottamente per 13 anni sotto più denominazioni (Defect Praga, Viktoria Zizkov ed Eco Investment). Nel 2006 e nel 2008 è stato eletto miglior calcettista del campionato ceco di calcio a 5. Capitano e punto fermo della Nazionale maschile di calcio a 5 della Repubblica Ceca per oltre un decennio, ha preso parte a cinque campionati europei e due Mondiali.

### Allenatore
Dopo il ritiro è stato nominato commissario tecnico della nazionale ceca di beach soccer.

## Palmarès
- Campionato ceco: 1
Viktoria Žižkov 1998-99
- Coppa della Repubblica Ceca: 4
Viktoria Žižkov 1998, 2003, 2004
Eco Investment: 2007